# Sorex portenkoi
Sorex portenkoi là một loài động vật có vú trong họ Chuột chù, bộ Soricomorpha. Loài này được Stroganov mô tả năm 1956.